# Idiomyctus sima
Idiomyctus sima är en insektsart som beskrevs av Williams 1981. Idiomyctus sima ingår i släktet Idiomyctus och familjen Tropiduchidae. Inga underarter finns listade i Catalogue of Life.